# Znicz Pruszków (koszykówka)
Znicz Basket Pruszków – polski klub koszykarski z siedzibą w Pruszkowie, powołany w 1923 roku.

## Historia
Od roku 1932 koszykarze z Pruszkowa uczestniczą w turniejach o puchar WRSKO i rozgrywają spotkania towarzyskie. Wtedy też w pruszkowskim Zniczu grał w koszykówkę późniejszy reprezentant Polski Jan Radziszewski. Po wojnie w roku 1945 sekcja koszykówki była obok piłki nożnej pierwszą z reaktywowanych, a drużynę zgłoszono do rozgrywek A-klasy. Po roku występów w A-klasie w 1947 r. Znicz awansował do I ligi. W sezonie 1947/48 czołowym graczem, a jednocześnie trenerem był Mieczysław Duda, późniejszy olimpijczyk oraz drugi reprezentant Polski Stanisław Kozłowski. Kłopoty finansowe spowodowały, że klub wycofano z tych rozgrywek. W latach 1948–1951 koszykarze kontynuują rozgrywki w A-klasie. W roku 1951 powstaje SKS MKS Pruszków, koszykarze Znicza przechodzą do MKS, a sekcja zostaje rozwiązana. Dopiero w sezonie 1976/77 po pertraktacjach z AZS-SKS Pruszków i SKS-MKS Pruszków do Znicza powracają męska i żeńska sekcje koszykówki. Koszykarze na przemian walczą w lidze międzywojewódzkiej i II lidze, natomiast koszykarki walczą w II lidze, a w roku 1982 zdobywają awans do I ligi gdzie występowały dwa sezony. Jedyna jak dotąd reprezentantka Polski z Pruszkowa jest Ewa Kalińska. Koniec lat 80. to zmierzch koszykówki w Zniczu. Inny klub z Pruszkowa w roku 1989 zaczyna marsz ku I lidze. MKS MOS Pruszków po czterech sezonach gry na zapleczu Ekstraklasy zdobywa awans do I ligi. Zespół z Pruszkowa występował w Ekstraklasie przez 10 lat od 1993 do 2003 roku. Dwukrotnie zdobył mistrzostwo Polski w 1995 i 1997 roku. W 1998 roku zespół zdobył 2 miejsce natomiast brązowe medale zdobyli w 2000 roku. W 2003 roku zespół ogłosił upadłość. Przez 2 lata 2003–2005 zespół był sekcją koszykarską MKS ZNICZ. W 2005 roku powstał Znicz Basket Pruszków.
Zespół Znicz Basket Pruszków występuje na zapleczu Ekstraklasy, czyli I lidze od 2005 roku. W sezonie 2005/2006 zespół którego celem było wejście do Ekstraklasy musiał walczyć przed spadkiem i ostatecznie po wygraniu w Play-out z Siarką Tarnobrzeg zajął 11 miejsce. W tym sezonie pruszkowski zespół występował również w Pucharze Polski. Po dwóch porażkach z grająca w Ekstraklasie Polonią Warszawa zespół zakończył występ w tych rozgrywkach na 1/16. Po serii niepowodzeń z posady trenera został zwolniony Krzysztof Żolik jego następcą został Jacek Gembal, który z zespołem Pruszkowskim wywalczył mistrzostwo Polski w 1995 roku. Ten sam trener poprowadził zespół w sezonie 2006/2007. Znicz Basket Pruszków zakończył ten sezon na 5 miejscu przegrywają walkę play-off po zaciętej walce 3-2 z Basketem Kwidzyn, który awansował do Ekstraklasy. W sezonie 2007/2008 zespół występował pod nazwą BT Wózki Pruszków i zajął 12 miejsce w tabeli I ligi.

## Poprzednie sezony[2][3]
| Sezon     | Liga     | Miejsce | Nazwa zespołu                               | Uwagi                                                                     |
| --------- | -------- | ------- | ------------------------------------------- | ------------------------------------------------------------------------- |
| 1992/1993 | II liga  | 1       | MKS MOS Pruszków                            | Awans                                                                     |
| 1993/1994 | I liga   | 9       | Mazowszanka Pruszków                        |                                                                           |
| 1994/1995 | I liga   | 1       | Mazowszanka Pruszków                        | Mistrz Polski / Finał Pucharu Polski                                      |
| 1995/1996 | I liga   | 7       | Mazowszanka Pruszków                        |                                                                           |
| 1996/1997 | I liga   | 1       | Mazowszanka Pekaes Pruszków                 | Mistrz Polski                                                             |
| 1997/1998 | PLK      | 2       | Pekaes Pruszków                             | Wicemistrz Polski / Puchar Polski                                         |
| 1998/1999 | PLK      | 4       | Hoop Pekaes Pruszków                        | Puchar Polski                                                             |
| 1999/2000 | PLK      | 3       | Hoop Pekaes Pruszków                        | Brąz mistrzostw Polski / Finał Pucharu Polski / Finał Superpucharu Polski |
| 2000/2001 | PLK      | 4       | Hoop Blachy Pruszyński Pruszków             | Finał Pucharu Polski                                                      |
| 2001/2002 | PLK      | 6       | Blachy Pruszyński Pruszków                  |                                                                           |
| 2002/2003 | PLK      | 6       | Old Spice Pruszków                          | upadłość klubu                                                            |
| 2003/2004 | III liga | 1       | MKS Znicz Pruszków                          | Awans                                                                     |
| 2004/2005 | II liga  | 1       | MKS Znicz Pruszków                          | Awans                                                                     |
| 2005/2006 | I liga   | 11      | Znicz Basket Pruszków                       |                                                                           |
| 2006/2007 | I liga   | 5       | Znicz Basket Pruszków                       |                                                                           |
| 2007/2008 | I liga   | 12      | BT Wózki Pruszków                           |                                                                           |
| 2008/2009 | I liga   | 12      | Znicz Basket Pruszków                       |                                                                           |
| 2009/2010 | I liga   | 7       | Znicz Basket Pruszków                       |                                                                           |
| 2010/2011 | I liga   | 9       | Znicz Basket Pruszków                       |                                                                           |
| 2011/2012 | I liga   | 4       | Znicz Basket Pruszków                       |                                                                           |
| 2012/2013 | I liga   | 11      | Znicz Basket Pruszków                       |                                                                           |
| 2013/2014 | I liga   | 11      | Znicz Basket Pruszków                       |                                                                           |
| 2014/2015 | I liga   | 6       | Znicz Basket Pruszków                       |                                                                           |
| 2015/2016 | I liga   | 4       | Znicz Basket Pruszków                       |                                                                           |
| 2016/2017 | I liga   | 10      | Znicz Basket Pruszków                       |                                                                           |
| 2017/2018 | I liga   | 7       | Elektrobud-Investment Znicz Basket Pruszków |                                                                           |
| 2018/2019 | I liga   | 13      | Elektrobud-Investment Znicz Basket Pruszków |                                                                           |

| Oznaczenie kolorami |
| ------------------- |
| I poziom ligowy     |
| II poziom ligowy    |
| III poziom ligowy   |
| IV poziom ligowy    |

## Zawodnicy

### Obcokrajowcy
(Stan na 31 lipca 2019)

- Aleksiej Agiejew  /  (1989–1994)
- Michaił Diaczenko  (1990/1991)
- Chris Elzey  (1993/1994)
- Tyrice Walker  (1994–2000)
- Keith Williams  (1994/1995)
- Antwon Hoard  (1995/1996)
- Gary Waites  (1995/1996)
- Nate Driggers  (1996)
- Jeff Massey  (1996/1997)
- LaBradford Smith  (1997/1998)¹
- Darnell Hoskins  (1998/1999)
- Slavisa Koprivica  (1998/1999)
- Richard Dumas  (1998)¹
- Mike Jones  (1998/1999)
- Steve Wojciechowski  (1998)
- Walter Jeklin  (1999/2000)
- Jeff Stern  (1999–2001)
- Ainārs Bagatskis  (1999–2000)
- Oliver Miller  (2000)¹
- Aleksandar Nikolić  (2000)
- Antoine Joubert  (2000/2001)
- Oleg Juszkin  (2000/2001)
- Alan Waldman  (2000/2001)
- A.J. English  (2001)
- Brandon Wolfram  (2001)
- Duane Cooper  (2001/2002)¹
- Amir Delalić  (2001/2002)
- Lewis Lofton  (2001/2002)
- Roman Rubczenko  (2001/2002)
- Drażen Tankosić  (2001/2002)
- Sherell Ford  (2002/2003)
- Aleksander Gołubiew  (2002)
- Brent Bailey  (2002/2003)
- Mindaugas Brazys  (2002/2003)
- Chris Heinrich  (2002/2003)
- Žygimantas Jonušas  (2002/2003)
- Andriej Sawczenko  (2002/2003)
- Omar Sneed  (2002/2003)
- Miloš Šporar  (2002/2003)

¹ – zawodnicy z wcześniejszym doświadczeniem w NBA

## Nagrody i wyróżnienia
| MVP PLK - Tyrice Walker (1995) MVP Finałów PLK - Dominik Tomczyk (1998) I skład PLK - Adam Wójcik (1995) - Keith Williams (1995) - Piotr Szybilski (1998) - Dominik Tomczyk (1998) - Andrzej Pluta (2002¹) Uczestnicy konkursu wsadów PLK - Adam Wójcik (1995) - Antwon Hoard (1996 – Poznań) - Krzysztof Dryja (1996 – Poznań) - Tyrice Walker (1996 – Poznań) - Jeff Massey (1996 – Sopot) - Brent Bailey (2003) - Mariusz Łapiński (2005) I skład I ligi - Michał Wołoszyn (2007) - Adam Linowski (2015) Uczestnicy meczu gwiazd I ligi - Marcin Ecka (2007) - Michał Wołoszyn (2007) - Janavor Weatherspoon (2010) - Andrzej Misiewicz (2011) I skład meczu gwiazd I ligi - Andrzej Misiewicz (2011) | Uczestnicy meczu gwiazd PLK - Chris Elzey (1994) - Marek Sobczyński (1994, 1995) - Tyrice Walker (1995, 1996 – Poznań, 1996 – Sopot, 1997³, 1997¹², 1998, 2000) - Adam Wójcik (1995) - Keith Williams (1995) - Krzysztof Dryja (1996 – Poznań, 1996 – Sopot, 1997³, 1997¹², 1998) - Jeff Massey (1996 – Sopot, 1997³) - Piotr Szybilski (1996 – Sopot, 1997³, 1998) - Dominik Tomczyk (1997¹², 1998, 1999) - LaBradford Smith (1997¹², 1998) - Krzysztof Sidor (1997¹², 1998) - Brent Bailey (2003) - Chris Heinrich (2003) - Miloš Šporar (2003) - Dominik Czubek (2005²) - Paweł Szcześniak (1999¹¹) - Michał Hlebowicki (2000³) Trenerzy drużyn gwiazd podczas meczu gwiazd PLK - Krzysztof Żolik (1997¹², 1998) - Andrzej Nowak (2000) |

¹ – oznacza I skład Polaków lub obcokrajowców, do których wybierano zawodników oddzielnie w latach 2000–2003

² – wystąpił w meczu gwiazd jako zawodnik II-ligowy

³ – uczestnik meczu gwiazd – Polska vs gwiazdy PLK

¹¹ – zawodnik powołany do udziału, który nie wystąpił w spotkaniu z jakiegoś powodu

¹² – rozegrany po raz drugi w 1997 roku meczu gwiazd – Polska vs gwiazdy PLK

pogrubienie – oznacza zwycięzcę konkursu